# Biarozawy
Biarozawy (biał. Бярозавы; ros. Берёзовый) – osiedle na Białorusi, w obwodzie mohylewskim, w rejonie mohylewskim, w sielsowiecie Zawadskaja Słabada.